# Nikos Tsoukalos
Nikos Tsoukalas (Νίκος Τσούκαλος; Lamia, 23 marzo 1992) è un calciatore greco, attaccante dell'Īlioupolī.

## Carriera
Ha giocato nella prima divisione greca con il Lamia, club della sua città natale.